# Tonycolombo.it
tonycolombo.it è il tredicesimo album del cantante neomelodico Tony Colombo, del 2005

## Tracce
1. Vivono e musica
2. Te ne vai
3. Stasera ci stai
4. Lassame Stà
5. Nun ce credo
6. Viene Ccà (Feat. Cristian)
7. Vulesse vivere (Feat. Nancy Coppola)
8. Nun partì
9. Ragazza speciale
10. Si cagnata
11. O Siciliano (Feat. Cristian)
12. Nun fazzu pi tia